# Angerona nigrolimbata
Angerona nigrolimbata är en fjärilsart som beskrevs av De Joannis 1908. Angerona nigrolimbata ingår i släktet Angerona och familjen mätare. Inga underarter finns listade i Catalogue of Life.